# Олександрія (станція)
Олександрі́я — проміжна залізнична станція Знам'янської дирекції Одеської залізниці на лінії Користівка — Яковлівка. Розташована у східній частині міста Олександрія Кіровоградської області.
Вокзал станції Олександрія  берегового типу, а за обсягом роботи належить до 3-го класу. Головне завдання функціонування вокзалу — якісне та культурне обслуговування пасажирів, оформлення проїзних документів в далекому, місцевому і приміському сполученні, надання широкого спектра послуг пасажирам. Є складовою частиною станції Олександрія виробничого підрозділу Знам'янської дирекції Одеської залізниці.

## Історія
У зв'язку з бурхливим розвитком промисловості в другій половині XIX століття поблизу Олександрії розпочинається будівництво залізниць.
У 1869 році відкрито рух поїздів залізничною лінією Одеса — Харків, що пройшла через станцію Користівка.
У 1872 році неподалік було прокладено залізницю Харків — Миколаїв.
1901 року залізниця пройшла безпосередньо через саме місто, у напрямку станції П'ятихатки.
Під час Другої світової війни залізничний вокзал станції Олександрія був зруйнований.
У 1962 році станція  електрифікована змінним струмом (~25 кВ).
1 серпня 2003 року було відкрито рух на другій швидкісній залізничній лінії Київ — Дніпро, що проходить через Олександрію. До цього було збудовано нове приміщення залізничного вокзалу.

## Пасажирське сполучення
За даними 2004 року, впродовж 9 місяців міжміськими залізничними перевезеннями на станції Олександрія скористалися 111 752 пасажирів, а приміськими — 41 594.
На станції зупиняються міжрегіональні швидкісні поїзди категорії «Інтерсіті+» сполученням Київ — Дніпро / Запоріжжя.
Через станцію Олександрія прямують пасажирські поїзди далекого та приміського сполучення:
| Рух поїздів по станції Олександрія                        |                          |
| Маршрут сполучення                                        | Періодичність курсування |
| Далеке сполучення                                         |                          |
| Дніпро — Івано-Франківськ                                 | Через день               |
| Дніпро-Головний — Київ-Пасажирський / Львів               | Щоденно                  |
| Дніпро — Трускавець                                       | Через день               |
| Дніпро — Одеса                                            | Через день               |
| Запоріжжя — Київ                                          | Щоденно                  |
| Запоріжжя — Ковель                                        | Через день               |
| Запоріжжя — Кривий Ріг — Львів                            | Щоденно                  |
| Запоріжжя — Одеса                                         | Через день               |
| Запоріжжя — Перемишль                                     | Щоденно                  |
| Запоріжжя — Мукачево / Ужгород                            | Через день               |
| Запоріжжя — Солотвино                                     | Через день               |
| Одеса — Краматорськ                                       | Через день               |
| Кривий Ріг — Ясіня                                        | Через день               |
| Львів — Запоріжжя                                         | Щоденно                  |
| Приміське сполучення                                      |                          |
| Знам'янка-Пасажирська — Олександрія                       | Щоденно                  |
| Знам'янка-Пасажирська — П'ятихатки                        | Щоденно                  |
| Олександрія — Помічна — Вознесенськ (узгоджена пересадка) | Щоденно                  |

| Рух пасажирських поїздів по станції Олександрія (до 2010—2014) |
| Маршрут сполучення                                             |
| Львів — Донецьк — Маріуполь                                    |
| Львів — Луганськ                                               |
| Ясинувата — Умань                                              |
| Одеса — Ростов-на-Дону                                         |
| Одеса — Воронеж                                                |
| Дніпро — Гродно                                                |
| Київ — Адлер                                                   |
| Київ — Баку                                                    |
| Київ — Кисловодськ                                             |
| Рух пасажирських поїздів (до 2022)                             |
| Маршрут сполучення                                             |
| Івано-Франківськ — Новоолексіївка                              |
| Київ — Бердянськ                                               |
| Київ — Генічеськ                                               |
| Київ — Покровськ                                               |
| Київ — Новоолексіївка                                          |
| Ковель — Новоолексіївка                                        |
| Львів — Бердянськ                                              |
| Львів — Новоолексіївка                                         |
| Маріуполь — Київ                                               |
| Маріуполь — Львів                                              |
| Одеса — Костянтинівка                                          |
| Хмельницький — Новоолексіївка / Генічеськ                      |

До березня 2020 року курсували вагони безпересадкового сполучення Дніпро — Санкт-Петербург у складі 2-3 вагонів з поїздами «Славутич» та «Либідь» (маневрові роботи здійснювалися по станції Київ-Пасажирський).